# Cuadernos de Estudios Gallegos
Cuadernos de Estudios Gallegos es una publicación científica, de periodicidad irregular, del Instituto de Estudios Gallegos Padre Sarmiento (CSIC), con sede en Santiago de Compostela.
El primer número es de 1944. La temática de la revista abarca áreas como la prehistoria, el arte, la crítica literaria, la filología o la etnografía y se refiere principalmente a Galicia. El idioma empleado es fundamentalmente el castellano. Está dirigida por Eduardo Pardo de Guevara, director del propio IEGPS, cargo que ocuparon anteriormente Francisco Javier Sánchez Cantón y Xosé Filgueira Valverde sucesivamente.

## Autores
Publicados artículos de, entre otros, los siguientes autores: 
Fermín Bouza-Brey, 
Isidro García Tato, 
Florentino López Cuevillas, 
Ramón Otero Pedrayo, 
Paulino Pedret, 
Vicente Risco, 
Francisco Javier Sánchez Cantón 
y Xesús Taboada Chivite.

## Otros artículos
- Instituto de Estudios Gallegos Padre Sarmiento